# U-358
Unterseeboot 358 foi um submarino alemão do Tipo VIIC, pertencente a Kriegsmarine que atuou durante a Segunda Guerra Mundial.

## Comandantes
| Comandante        | Data                                      |
| ----------------- | ----------------------------------------- |
| Kptlt. Rolf Manke | 15 de agosto de 1942 - 1 de março de 1944 |

## Subordinação
Durante o seu tempo de serviço, esteve subordinado às seguintes flotilhas:
| Período                                      | Flotilha                                  |
| -------------------------------------------- | ----------------------------------------- |
| 15 de agosto de 1942 - 31 de janeiro de 1943 | 8. Unterseebootsflottille (treinamento)   |
| 1 de fevereiro de 1943 - 1 de março de 1944  | 7. Unterseebootsflottille (serviço ativo) |

## Operações conjuntas de ataque
O U-358 participou das seguinte operações de ataque combinado durante a sua carreira:
- Rudeltaktik Haudegen (27 de janeiro de 1943 - 2 de fevereiro de 1943)
- Rudeltaktik Nordsturm (2 de fevereiro de 1943 - 9 de fevereiro de 1943)
- Rudeltaktik Haudegen (9 de fevereiro de 1943 - 15 de fevereiro de 1943)
- Rudeltaktik Taifun (15 de fevereiro de 1943 - 20 de fevereiro de 1943)
- Rudeltaktik sem nome (15 de abril de 1943 - 18 de abril de 1943)
- Rudeltaktik Specht (19 de abril de 1943 - 4 de maio de 1943)
- Rudeltaktik Fink (4 de maio de 1943 - 6 de maio de 1943)
- Rudeltaktik Schill (2 de novembro de 1943 - 16 de novembro de 1943)
- Rudeltaktik Schill 1 (16 de novembro de 1943 - 22 de novembro de 1943)
- Rudeltaktik Weddigen (22 de novembro de 1943 - 7 de dezembro de 1943)
- Rudeltaktik Preussen (22 de fevereiro de 1944 - 1 de março de 1944)